# Liebenfels

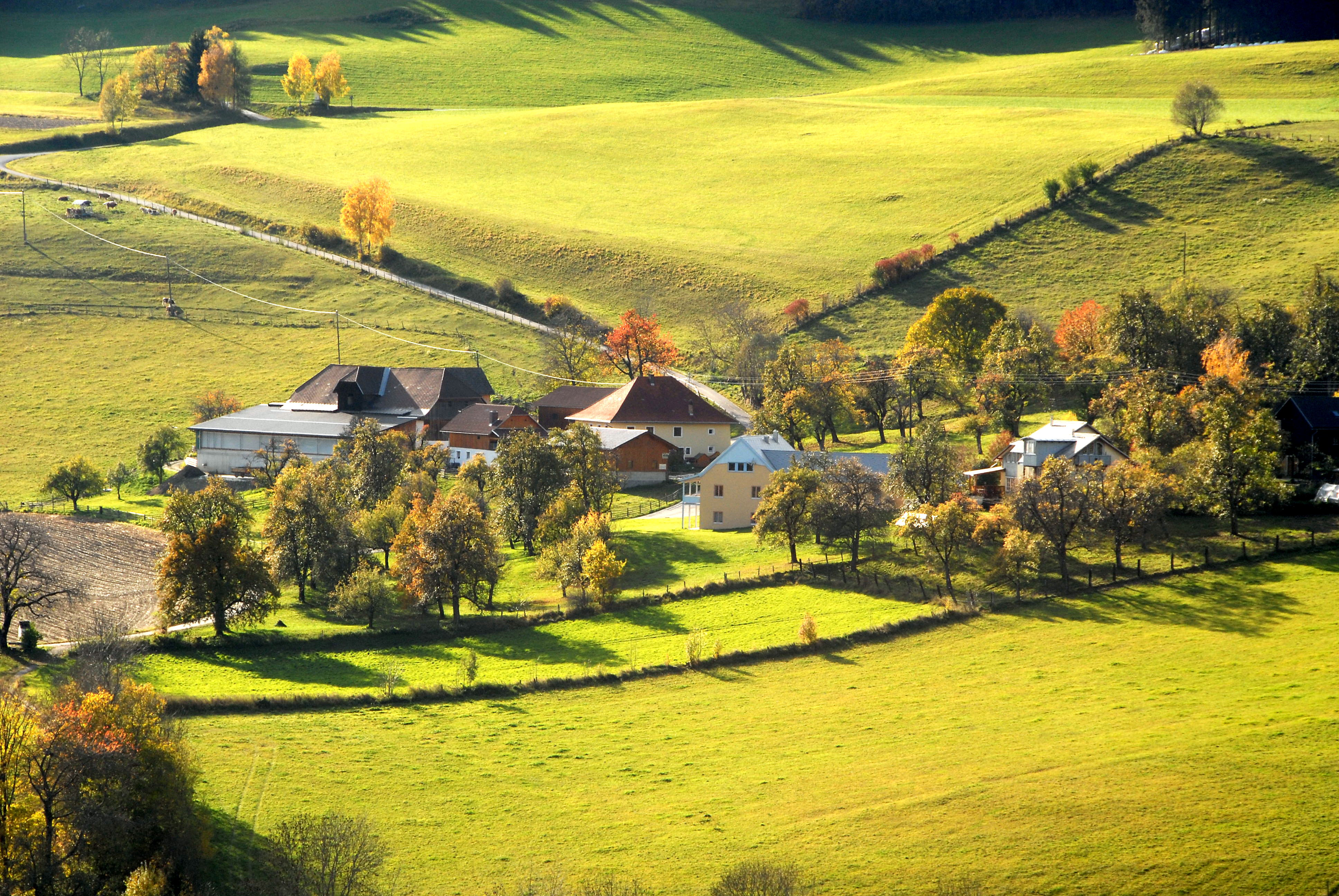
Pflausach

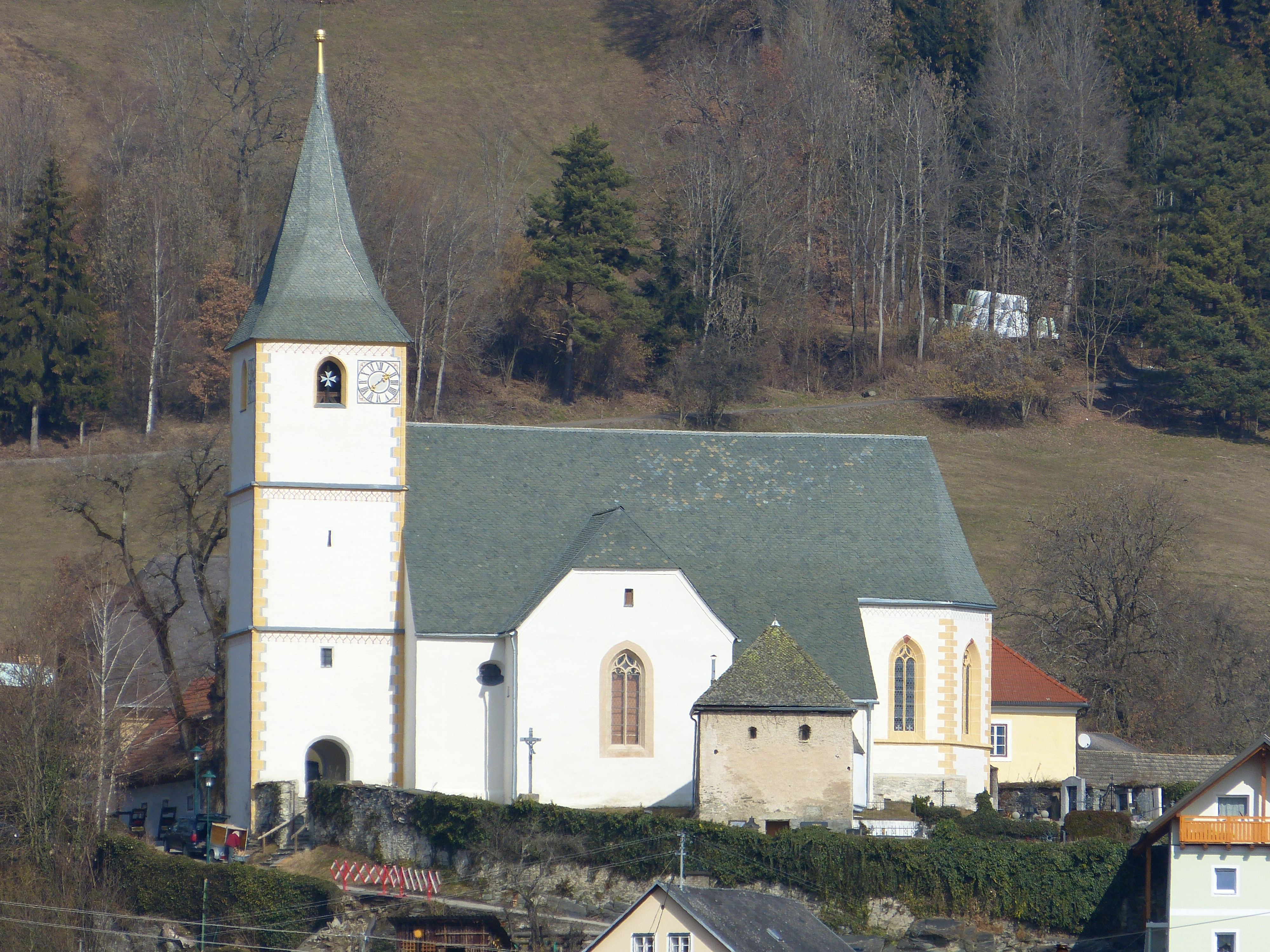
Pfarrkirche Mariä Himmelfahrt des Malteserordens in Pulst

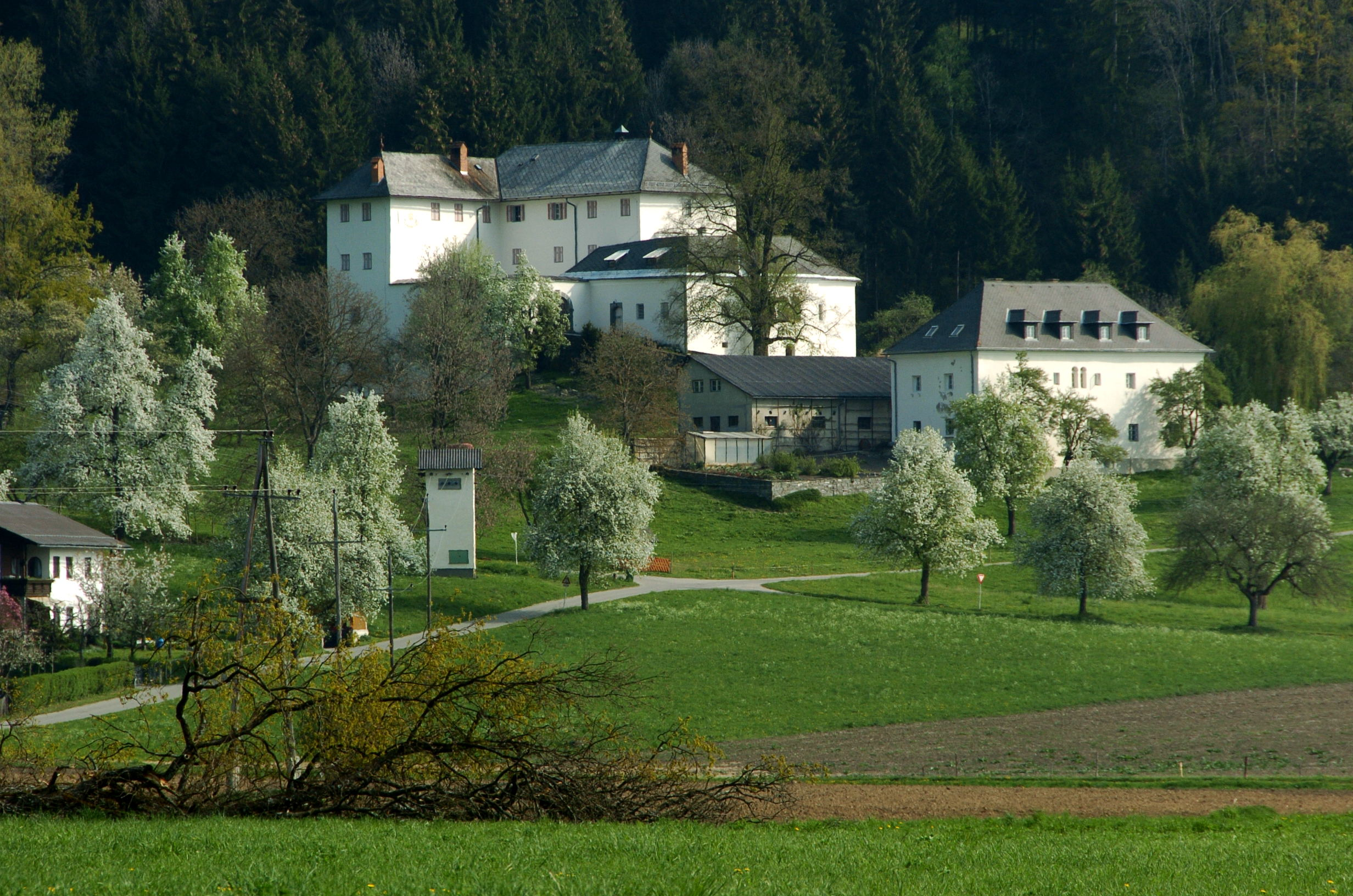
Schloss Rosenbichl

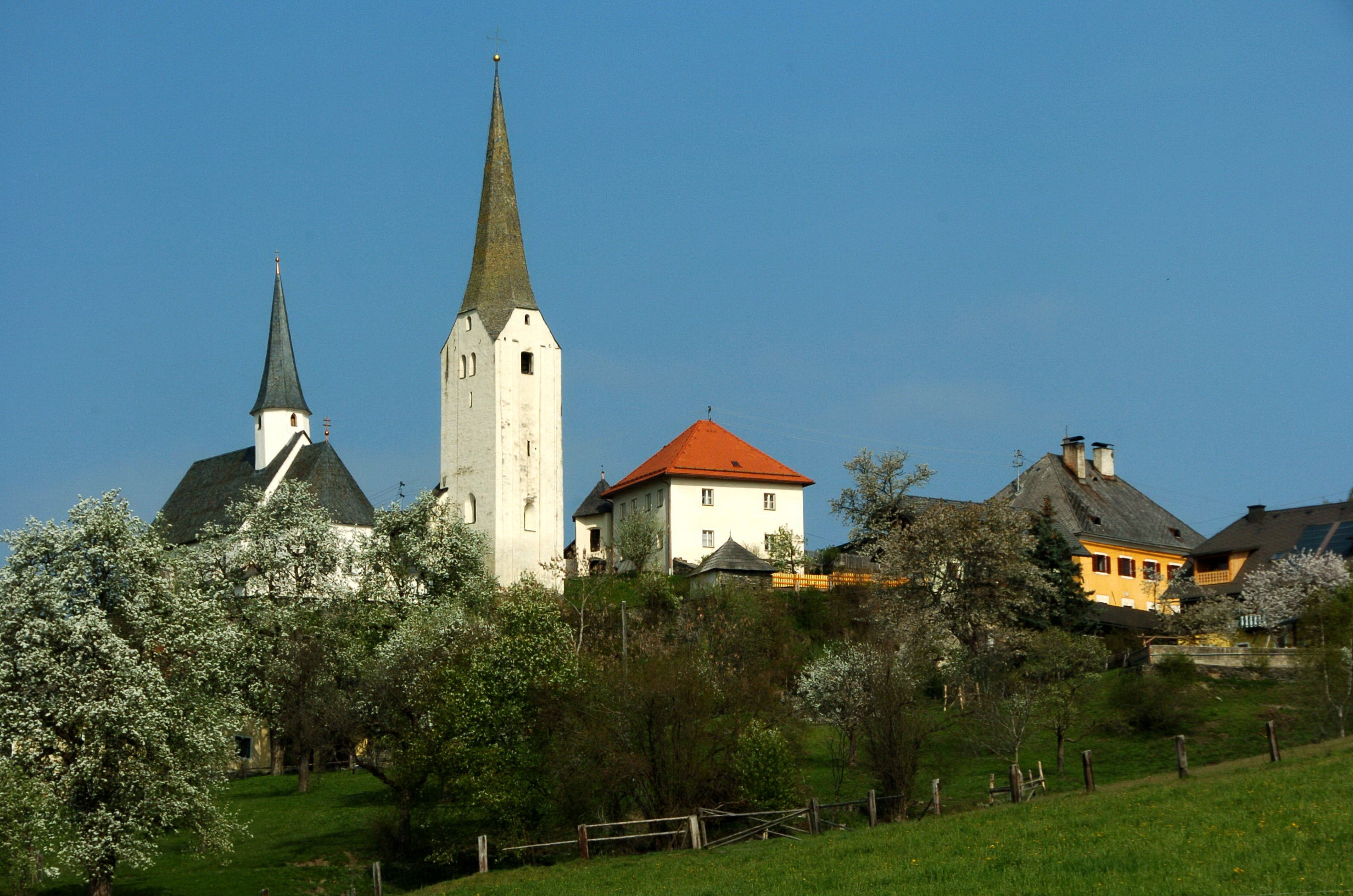
Pfarrkirche Heiliger Martin in Sörg

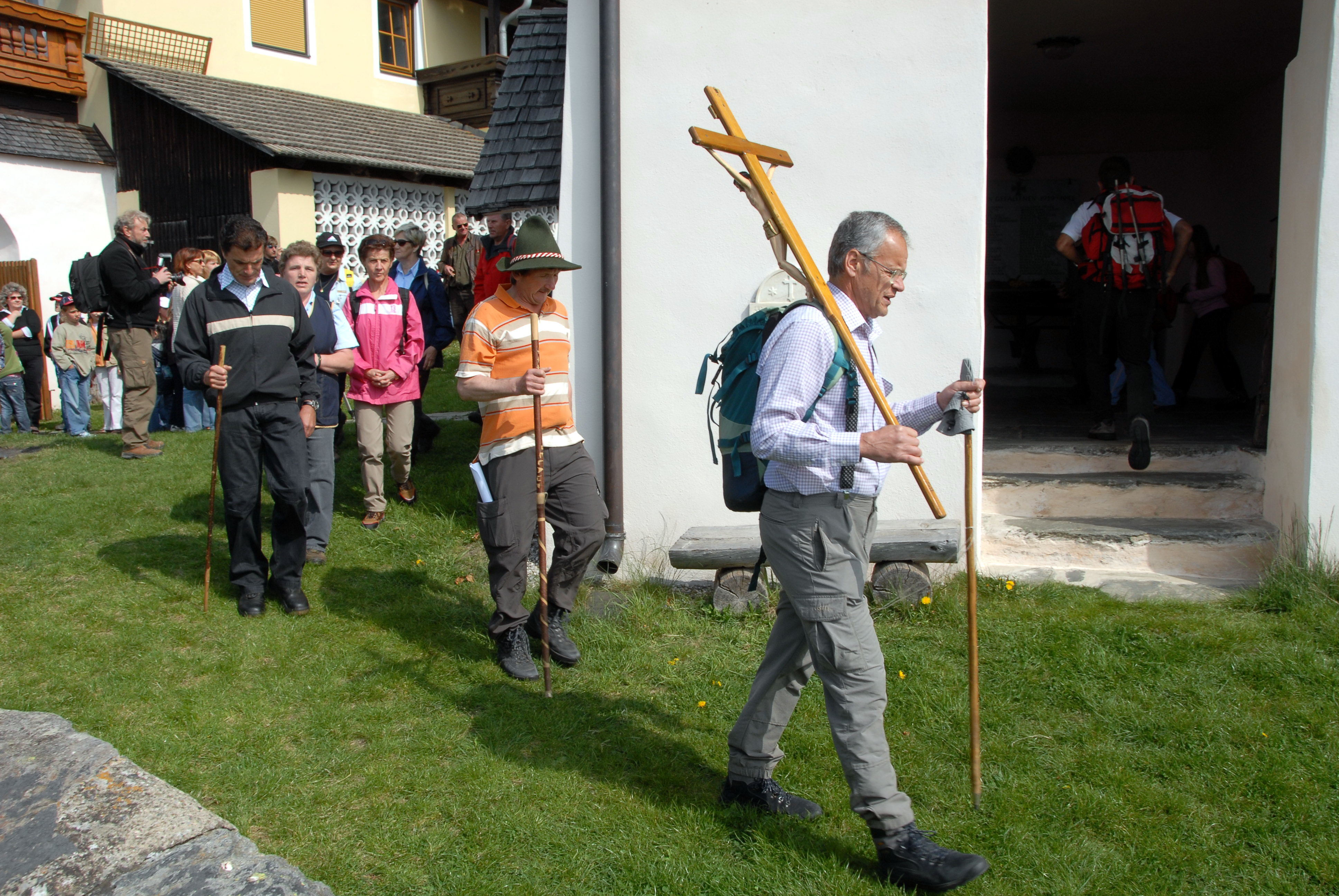
Start des Vierbergelaufs in Sörg

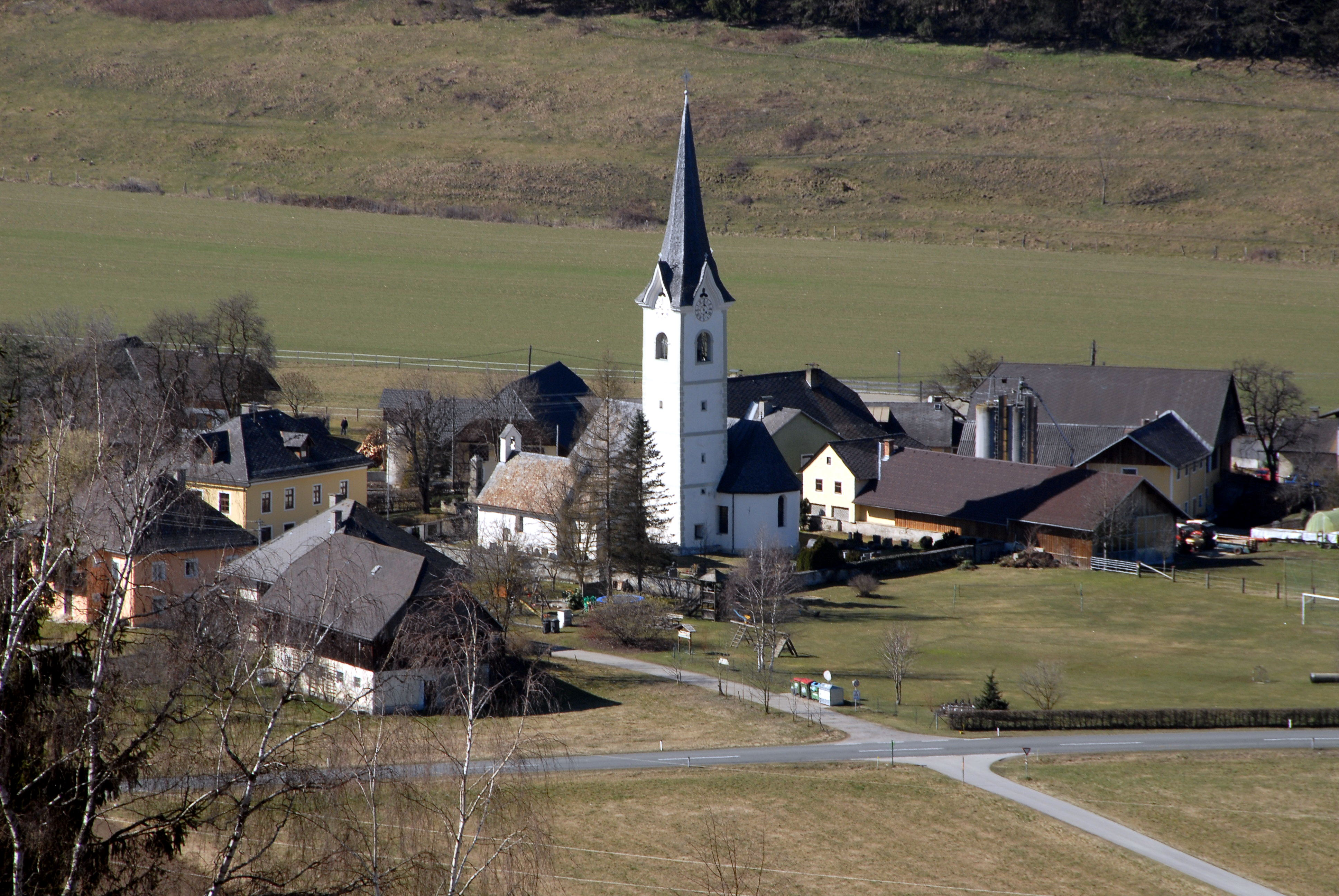
Ortschaft Zweikirchen

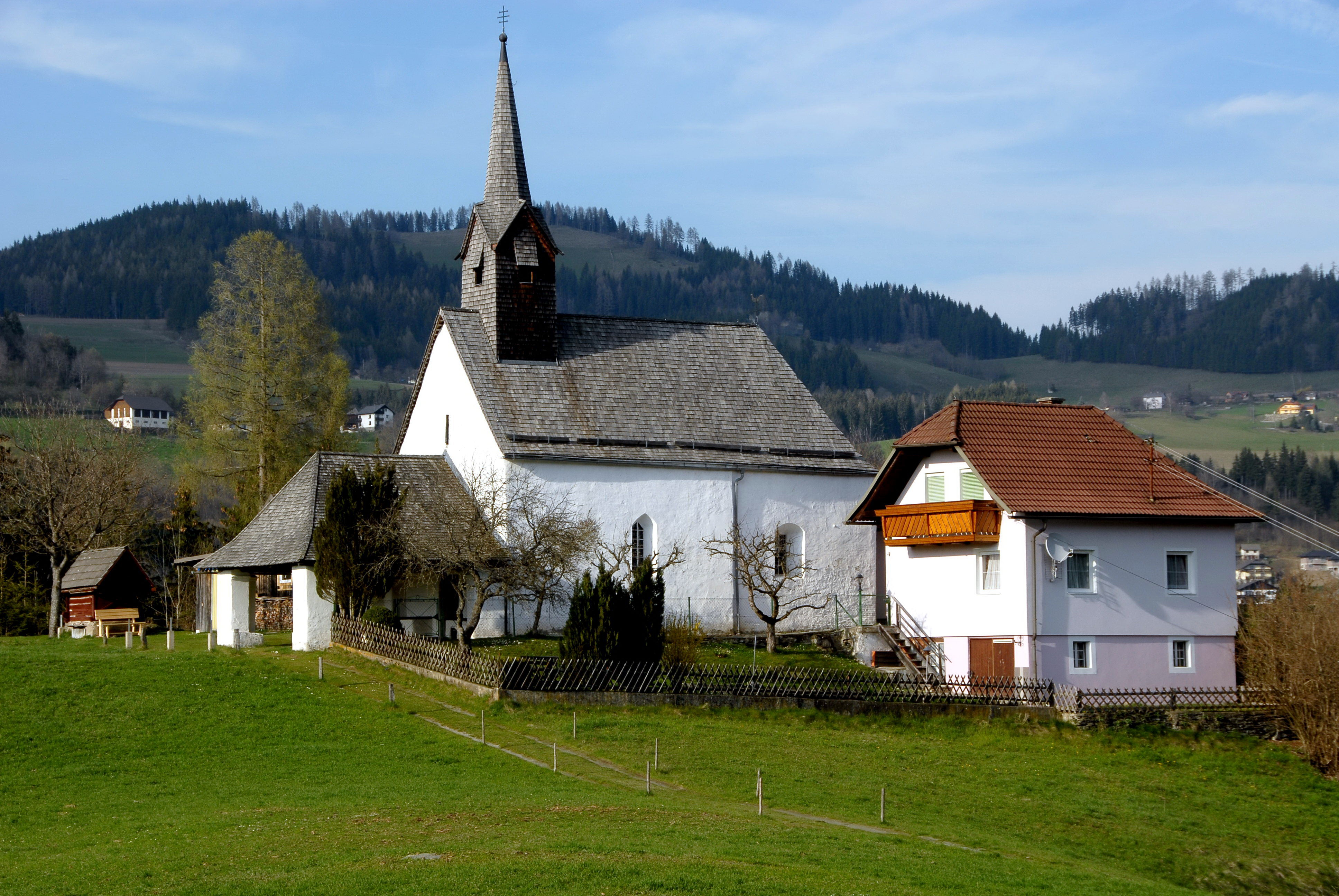
Kirchlein in Wasai

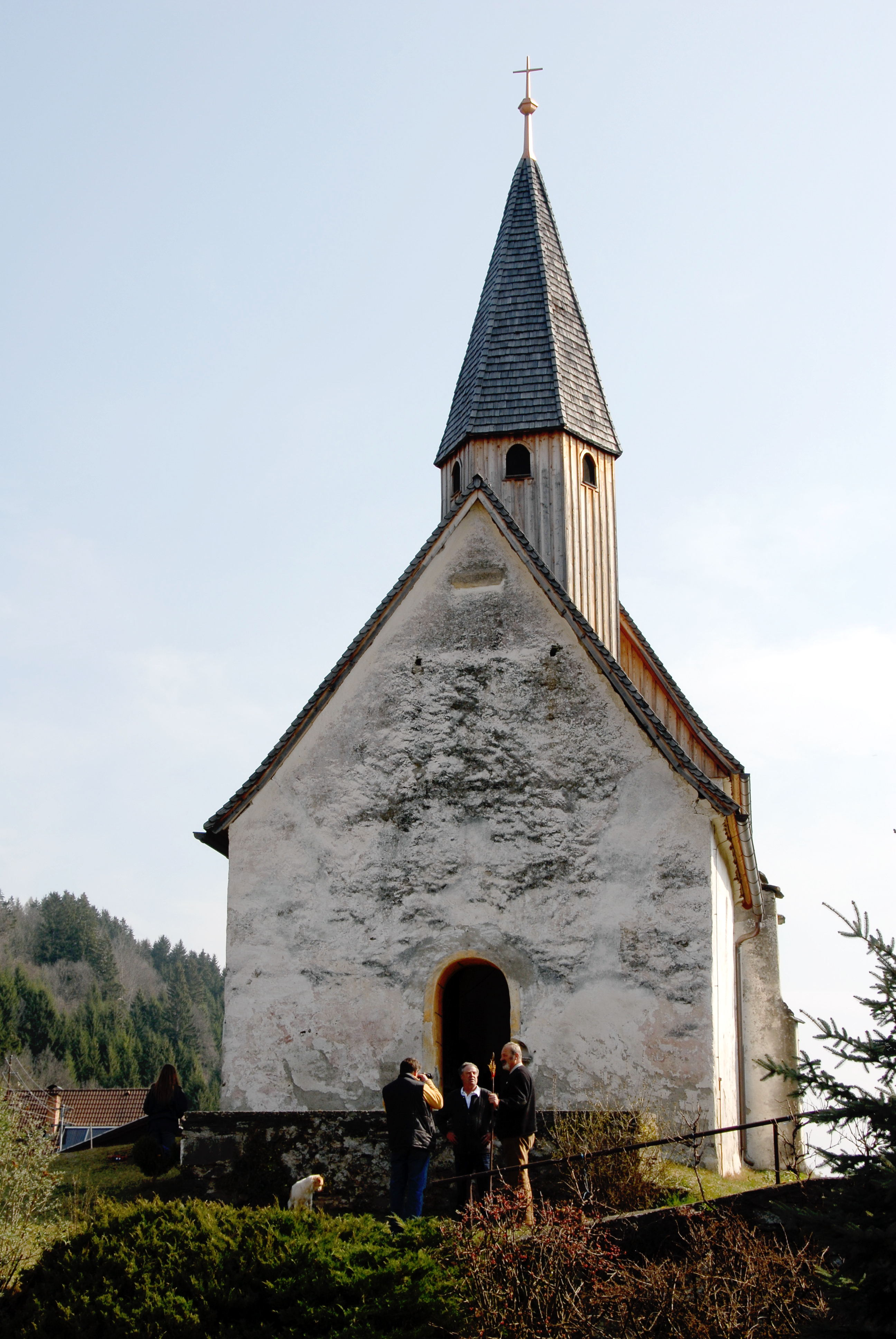
Filialkirche in Sankt Leonhard

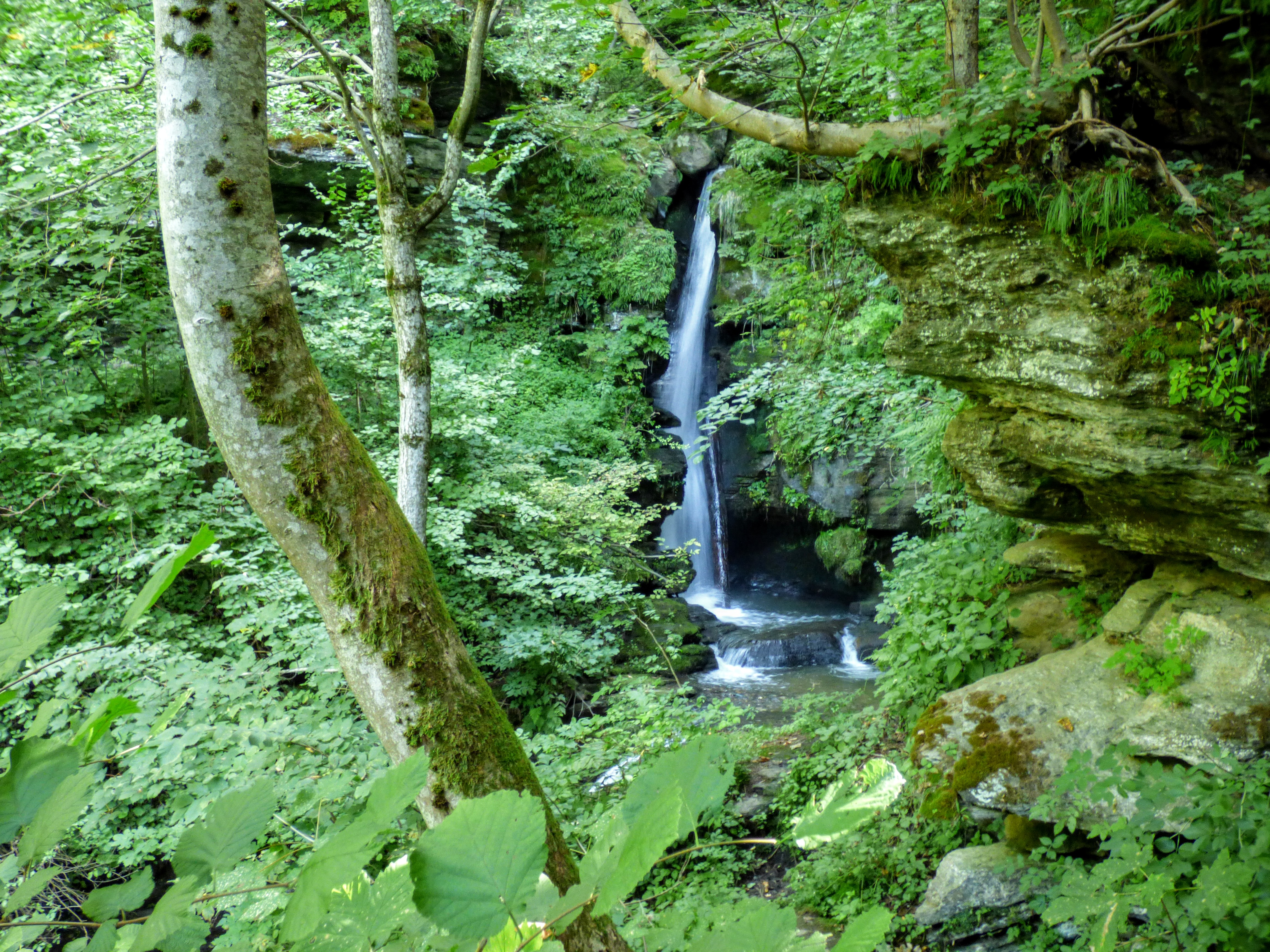
Abenteuer-Wasser-Wanderweg

Liebenfels ist eine österreichische Marktgemeinde mit 3411 Einwohnern (Stand 1. Jänner 2024) im Bezirk St. Veit an der Glan, dem historischen Zentralraum von Kärnten.

## Geographie
Liebenfels liegt sechs Kilometer westlich der Bezirkshauptstadt St. Veit an der Glan und direkt nördlich der Landeshauptstadt Klagenfurt. Das Gemeindegebiet umfasst vor allem die Hügel- und Mittelgebirgslandschaft der Wimitzer Berge. Der höchste Punkt der Gemeinde befindet sich auf 1338 m (Schneebauerberg), der tiefste – an der Glan bei Liebenfels – auf 477 m ü. A.

### Gemeindegliederung
Liebenfels ist in elf Katastralgemeinden gegliedert: Freundsam, Glantschach, Gradenegg, Hardegg, Liebenfels, Liemberg, Pflausach, Rosenbichl, Rottschaft Feistritz, Sörg und Sörgerberg.
Das Gemeindegebiet umfasst folgende 48 Ortschaften (in Klammern Einwohnerzahl Stand 1. Jänner 2024):
- Bärndorf (3)
- Beißendorf (4)
- Eggen I (23)
- Eggen II (4)
- Freundsam (37)
- Gasmai (1)
- Glantschach (334)
- Gößeberg (9)
- Graben (3)
- Gradenegg (107)
- Grassendorf (20)
- Grund (3)
- Hardegg (7)
- Hart (28)
- Hoch-Liebenfels (48)
- Hohenstein (51)
- Kraindorf (17)
- Kulm (2)
- Ladein (15)
- Lebmach (78)
- Liebenfels (815)
- Liemberg (60)
- Lorberhof (78)
- Mailsberg (3)
- Metschach (7)
- Miedling (62)
- Moos (7)
- Pflausach (58)
- Pflugern (30)
- Pulst (451)
- Puppitsch (11)
- Radelsdorf (111)
- Rasting (8)
- Reidenau (45)
- Rohnsdorf (70)
- Rosenbichl (26)
- Sörg (85)
- Sörgerberg (49)
- St. Leonhard (35)
- Tschadam (17)
- Waggendorf (211)
- Wasai (38)
- Weitensfeld (80)
- Woitsch (14)
- Zmuln (21)
- Zojach (37)
- Zwattendorf (0)
- Zweikirchen (188)

### Nachbargemeinden
| Steuerberg  | Frauenstein                                 | Frauenstein            |
| Sankt Urban | Kompassrose, die auf Nachbargemeinden zeigt | Sankt Veit an der Glan |
| Glanegg     | Klagenfurt                                  | Maria Saal             |

### Zählsprengel
Die Statistik Austria unterteilt das Gemeindegebiet in drei Zählsprengel: Das Gebiet der ehemaligen Gemeinde Sörg, die erst 1973 in der Gemeinde Liebenfels aufging, bildet den Zählsprengel  002 Sörg, daneben bestehen die Zählsprengel 000 Liebenfels-Süd und  001 Liebenfels-Nord.

#### Zählsprengel Liebenfels-Süd
Der Zählsprengel Liebenfels-Süd umfasst die Siedlungen in der Ebene des Glantals und südlich davon, das heißt, die Ortschaften Bärndorf, Hardegg, Kraindorf, Lebmach (ohne Wrießnegger), Liebenfels, Lorberhof, Metschach, Moos, Radelsdorf, Rohnsdorf, St. Leonhard, Tschadam, Weitensfeld, Zmuln und Zweikirchen.

#### Zählsprengel Liebenfels-Nord
Der Zählsprengel Liebenfels-Nord umfasst die Siedlungen in den Wimitzer Bergen nördlich des Glantalbodens (mit Ausnahme der ehemaligen Gemeinde Sörg), das heißt, die Ortschaften Gößeberg, Hoch-Liebenfels, Hohenstein, Kulm, Liemberg, Mailsberg, Miedling, Pulst, Puppitsch, Rosenbichl, Waggendorf (nur den südlichen Teil des Orts), Wasai, Woitsch, Zwattendorf sowie den zur Ortschaft Lebmach gehörenden Hof Wrießnegger.

## Geschichte
Die frühesten Funde aus dem heutigen Gemeindegebiet stammen aus der Jungsteinzeit (Neolithikum): ein Lochbeil bei Unter-Kulm, ein Serpentin-Steinbeil aus Reidenau und insbesondere Keramik in St. Leonhard, Feistritz, Beißendorf und Glantschach.
Auf dem Schlosshügel von Hohenstein befand sich in der Antike ein Heiligtum der Noreia.
Die Kirche in Glantschach wurde 958/991 erstmals urkundlich erwähnt, die Burg Liebenfels 1333. In der frühen Neuzeit war das Gebiet von Sensen- und Hammerwerken geprägt.
Zum 1. Jänner 1958 entstand die Gemeinde Liebenfels aus der Zusammenlegung der Gemeinden Hardegg, Liemberg und Pulst. 1973 wurde die Gemeinde Sörg eingegliedert.
2019 nimmt Energetica Industries, Sitz ihre Holding in Klagenfurt, eine Endfertigung für Photovoltaikmodule in einer neuen Halle am Energieplatz 1 in Betrieb. Nach Insolvenzverfahren 2021 und 2023 wird im Jänner und März 2024 der Betrieb – stufenweise – eingestellt.

## Bevölkerung

### Staatsbürgerschaft, Religion
Liebenfels hatte nach der Volkszählung 2001 3.274 Einwohner, davon waren 96,3 % österreichische und 1,4 % deutsche Staatsbürger. 88,0 % der Bevölkerung bekannten sich zur römisch-katholischen Kirche, zur evangelischen Kirche 4,5 % und zum Islam 1,2 %. 4,3 % waren ohne religiöses Bekenntnis.

### Bevölkerungsentwicklung
Die Zunahme der Einwohnerzahl beruht seit 1981 auf einer stark positiven Geburtenbilanz, die die negative Wanderungsbilanz ausgleichen konnte.

## Kultur und Sehenswürdigkeiten
In Liebenfels arbeitet einer der letzten Perchtenmaskenschnitzer Martin Weiß vulgo Mote. Für die Masken wird ausschließlich heimisches Zirbenholz von der Hochrindl verarbeitet. Bis zu 30 Stunden Arbeit stecken in einer einzelnen Maske, die zumeist für Gruppen gefertigt werden. Mit dem Aufrechterhalten des Kunsthandwerkes wird die alpine Tradition des Perchtenlaufs lebendig gehalten.
Östlich der Burgruine Liebenfels befindet sich der Klettergarten Liebenfels mit 36 Routen im Schwierigkeitsbereich 3a bis 7b. Ein Niederseilgarten bietet zudem die Möglichkeit für zielorientiertes Teambuilding.

### Bauwerke
Aufgrund der Nähe zur alten Herzogsstadt St. Veit gibt es auf den Bergen etliche bemerkenswerte Bauwerke:
- Burgruine Liebenfels
- Burgruine Hardegg
- Burgruine Liemberg
- Burgruine Gradenegg
- Schloss Rosenbichl
- Schloss Hohenstein
- Schloss Liemberg
- Pfarrkirche Glantschach
- Pfarrkirche Gradenegg
- Pfarrkirche Liemberg
- Pfarrkirche Maria Pulst
- Filialkirche Lebmach
- Pfarrkirche Sörg
- Filialkirche Wasai
- Kirchenanlage Zweikirchen

### Naturdenkmäler
Auf dem Gemeindegebiet befinden sich die Landschaftsschutzgebiete Haidensee-Hardegg (auch Gemeinde Glanegg, zusammen 240 ha, LGBl. 82/1970 und 60/1983) und Zmulner See (40 ha LGBl. 81/1970).

### Regelmäßige Veranstaltungen
- Vierbergelauf: Alljährlich am sogenannten Dreinageltag, dem zweiten Freitag nach Ostern, findet dieser Flurumlauf über die vier heiligen Berge im Kärntner Zentralraum statt. Gut die Hälfte der Wegstrecke des Vierbergelaufs liegt auf Liebenfelser Gemeindegebiet, nämlich zwischen den Ortschaften Zweikirchen und Reidenau. Dabei nehmen Kreuzträger, Vorbeter und Fußvolk an dieser einzigartigen Wallfahrt teil. So wird zu Mittag als höchster der vier Berge, der Gößeberg, auch Veitsberg genannt, erklommen. Über Gradenegg und Sörg führt die Prozession nach Reidenau, von wo aus das Gemeindegebiet in Richtung Fachau und Lorenziberg verlassen wird.

## Wirtschaft und Infrastruktur

### Wirtschaftssektoren
In den Jahren 1999 bis 2010 nahm die Anzahl der landwirtschaftlichen Betriebe von 174 auf 146 ab, rund sechzig Prozent davon sind Nebenerwerbsbetriebe. Im Produktionssektor sind etwas mehr als die Hälfte der Erwerbstätigen im Baugewerbe beschäftigt, knapp vierzig Prozent mit der Herstellung von Waren. Der größte Arbeitgeber im Dienstleistungssektor sind die sozialen und öffentlichen Dienste. Jeweils fast ein Viertel der Beschäftigten arbeitet freiberuflich oder im Handel.
| Wirtschaftssektor            | Anzahl Betriebe | Anzahl Betriebe | Anzahl Betriebe | Erwerbstätige | Erwerbstätige | Erwerbstätige |
| Wirtschaftssektor            | 2021            | 2011            | 2001            | 2021          | 2011          | 2001          |
| ---------------------------- | --------------- | --------------- | --------------- | ------------- | ------------- | ------------- |
| Land- und Forstwirtschaft 1) | 98              | 146             | 174             | 145           | 119           | 103           |
| Produktion                   | 48              | 31              | 30              | 387           | 331           | 330           |
| Dienstleistung               | 160             | 128             | 75              | 541           | 435           | 284           |

1) Betriebe mit Fläche in den Jahren 2010 und 1999, Arbeitsstätten im Jahr 2021
| Von den 1489 Erwerbstätigen, die in Liebenfels wohnen, arbeiten 423 in der Gemeinde und 1066 pendeln aus. Dafür pendeln 462 Personen aus anderen Gemeinden zur Arbeit nach Liebenfels (Stand 2011). Die Anzahl der Übernachtungen stieg von 12.000 im Jahr 2010 auf 15.000 im Jahr 2019. Mit 4400 beziehungsweise 5200 Übernachtungen sind der Juli und der August die mit Abstand stärksten Monate. | Hier fehlt eine Grafik, die leider im Moment aus technischen Gründen nicht angezeigt werden kann. Wir arbeiten daran! |

### Öffentliche Einrichtungen
Die Gemeinde verfügt über zwei Volksschulen, eine Musikschule, drei Kindergärten und drei Freiwillige Feuerwehren.

### Verkehr
Liebenfels wird durch die Ossiacher Straße (B 94) und die Landesstraßen L 68 und L 93a erschlossen. Der Bahnhof Liebenfels liegt an der Bahnstrecke Villach–Feldkirchen–St. Veit.

## Politik

### Gemeinderat
Der Gemeinderat besteht aus 23 Mitgliedern.
- Nach der Gemeinderatswahl 2015 setzte er sich wie folgt zusammen: 13 SPÖ, 5 ÖVP, 3 FPÖ und 2 A-L (Alternative für Liebenfels).[13]
- Nach der Gemeinderatswahl 2021 setzt er sich wie folgt zusammen: 14 SPÖ, 4 ÖVP, 2 FGL, 2 FPÖ und 1 A-L (Alternative für Liebenfels).[14]

### Bürgermeister
Direkt gewählter Bürgermeister ist Klaus Köchl (SPÖ).

### Wappen
Das Wappen von Liebenfels zeigt die namensgebende Burg mit den beiden charakteristischen, durch Schießscharten bewehrten Bergfrieden. Wappen und Fahne wurden der Gemeinde am 30. Dezember 1966 verliehen (Neuverleihung 1973). Die Fahne ist Blau-Gelb-Grün mit eingearbeitetem Wappen.
Die Blasonierung des Wappens lautet: „In blau auf grünem, schwarz gefasstem Berg eine goldene Burg mit zwei durch Schießscharten bewehrten Bergfrieden, die eine Zinnenmauer verbindet (Form der Burg Liebenfels).“

## Persönlichkeiten

### Söhne und Töchter der Gemeinde
- Karl Kirchmayer (1853–1919), Gutsbesitzer und Politiker, Mitglied des Abgeordnetenhauses 1907–1911[17]
- Ferdinand Kernmaier (1884–1941), Politiker, geboren in Glantschach
- Maximilian Rutter (1897–1940), aus Glantschach, Wehrdienstverweigerer und Opfer des NS-Regimes
- Lienhart (Leonhard) Rutter (1899–1944), aus Glantschach, Wehrdienstverweigerer und Opfer des NS-Regimes
- Hermann Göschler (1915–1939), aus Freundsam, Wehrdienstverweigerer und Opfer des NS-Regimes
- Walter Suppan (1927–2011), Politiker

### Mit der Gemeinde verbundene Persönlichkeiten
- Johann Zeno Goëss (1890–1974) wurde Ehrenbürger von Liebenfels
- Antonia Gössinger (* 1958), Journalistin
- Simerl Krapfenbäck (eigentlich Simon Kramer) (1785–1809), Räuber, Sozialrebell
- Jennifer Kresitschnig (* 1976), Autorin („Unklar“, „Auf der Suche nach dem geheimnisvollen Drachen. Lilly und Nikolas in Kärnten“, „Anne von Rien. Das große Turnier“)
- Jakob Pistotnig (1945–2001), Unternehmer, Forstwirt und Politiker (FPÖ)